# Cercosaura doanae
Cercosaura doanae — вид ящірок родини гімнофтальмових (Gymnophthalmidae). Ендемік Перу. Описаний у 2015 році.

## Поширення і екологія
Cercosaura doanae відомі з трьох місцевостей, розташованих на півночі Центрального хребта Перуанських Анд, в провінції Маріскаль-Касерес у регіоні Сан-Мартін. Вони живуть у вологих гірських тропічних лісах Перуанської Юнги, на висоті від 1788 до 1888 м над рівнем моря.